# مارشال بورتر
مارشال بورتر (بالإنجليزية: Marshall Porter)‏ (6 يناير 1874 في جمهورية أيرلندا - 5 يونيو 1900 في جنوب أفريقيا) هو لاعب كريكت جنوب أفريقي. شارك مع منتخب أيرلندا للكريكت. أما مع النوادي، فقد لعب مع Dublin University Cricket Club ‏.